# 二子古坟

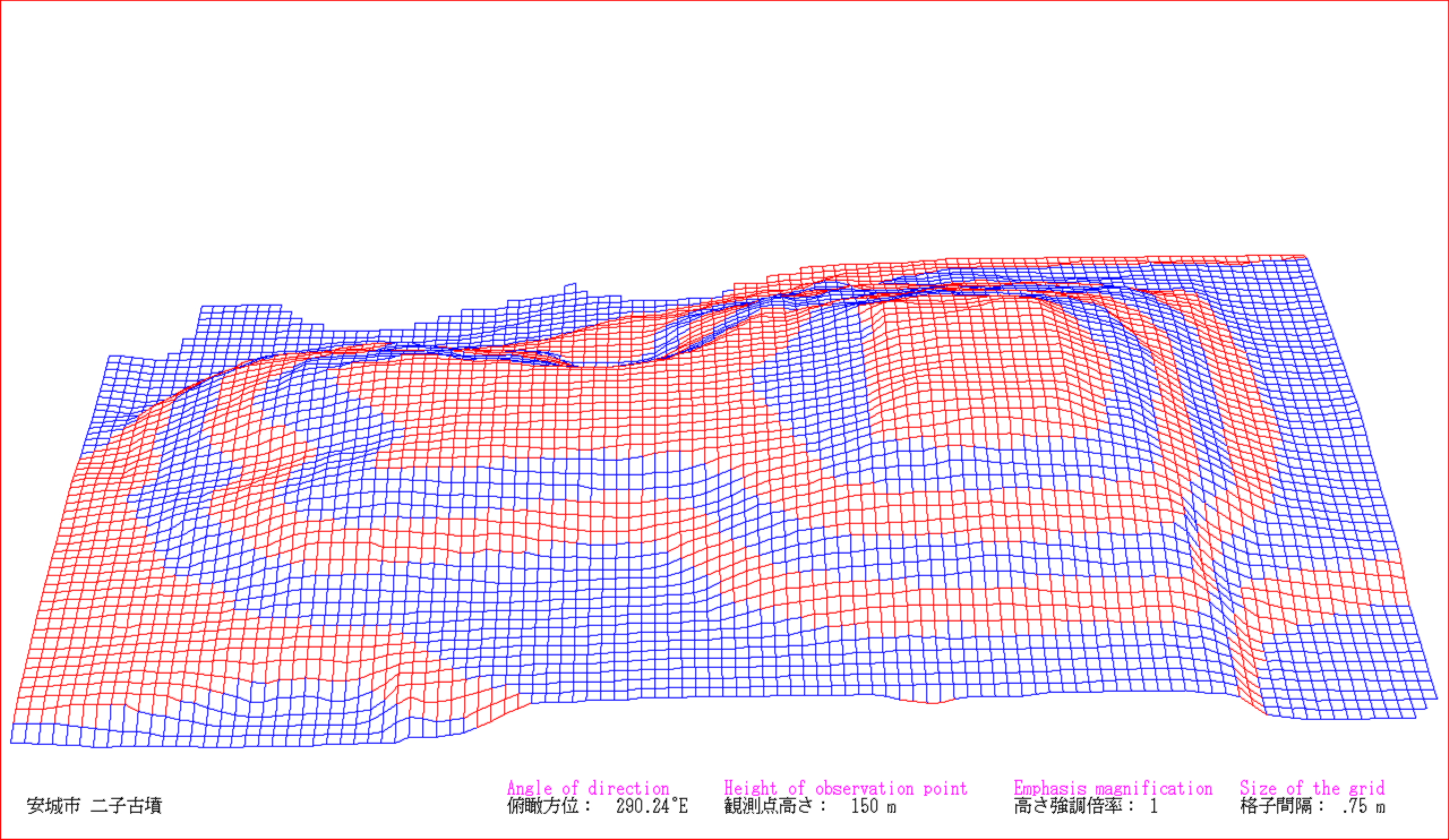

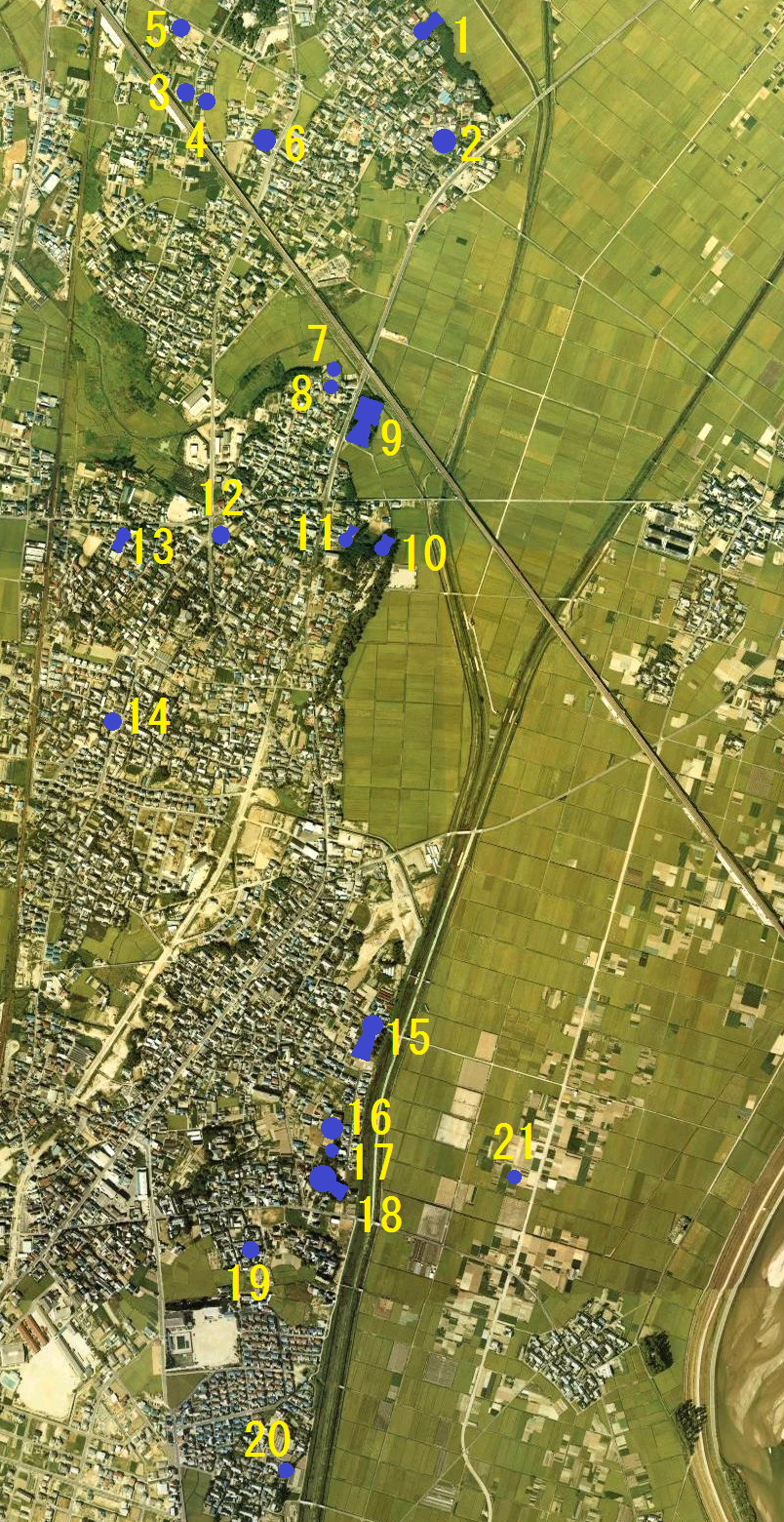

二子古坟（ふたごこふん），是位于爱知县安城市二タ子（ふたご）・印内的古坟時代前期の前方后方坟。1927年（昭和2年）被指定为国家史迹。

## 周围环境
二子古墳位于碧海台地东缘的冲积平原的突出突端，坟丘往北1千米就是開析谷、南侧到西南侧也是小规模的山谷。坟顶标高18m、坟裾标高12m、量得与冲积地的比高是3.65m。在本坟东侧的冲积地有出土了铜簇和須恵器的二タ子（ふたご）遗迹、南侧的台地正下方的冲积地有从出土了大量弥生時代末期到古墳時代前期的土器的桜林（おうりん）遗迹。本坟北方很近就是東海道新幹線、西侧坟裾有県道通过但是坟丘的保存状态还算良好。
本坟以南200米有比苏山古坟、以北750米有塚越古坟。另外本坟与分布在碧海台地東缘的国史迹姫小川古墳（前方後円墳）等共21座古坟一起形成桜井古墳群。右記分布図内の古墳名称は以下の通り。
1:塚越古墳（前方後円墳または前方後方墳）、2:東川古墳、3:三ッ塚1号墳、4:三ッ塚2号墳、5:三ッ塚3号墳、6:愛染古墳、7:印内北分1号墳、8:印内北分2号墳、9:二子古墳、10:比蘇山（ひそやま）古墳（前方後円墳または前方後方墳）、11:山伏塚古墳（前方後円墳）、12:碧海山古墳、13:堀内古墳（前方後円墳）、14:もも塚古墳、15:獅子塚古墳（前方後円墳か）、16:姫塚古墳、17:崖古墳、18:姫小川古墳（前方後円墳、国史跡）、19:王塚古墳、20:加美古墳、21:八ツ塚古墳。

## 图集

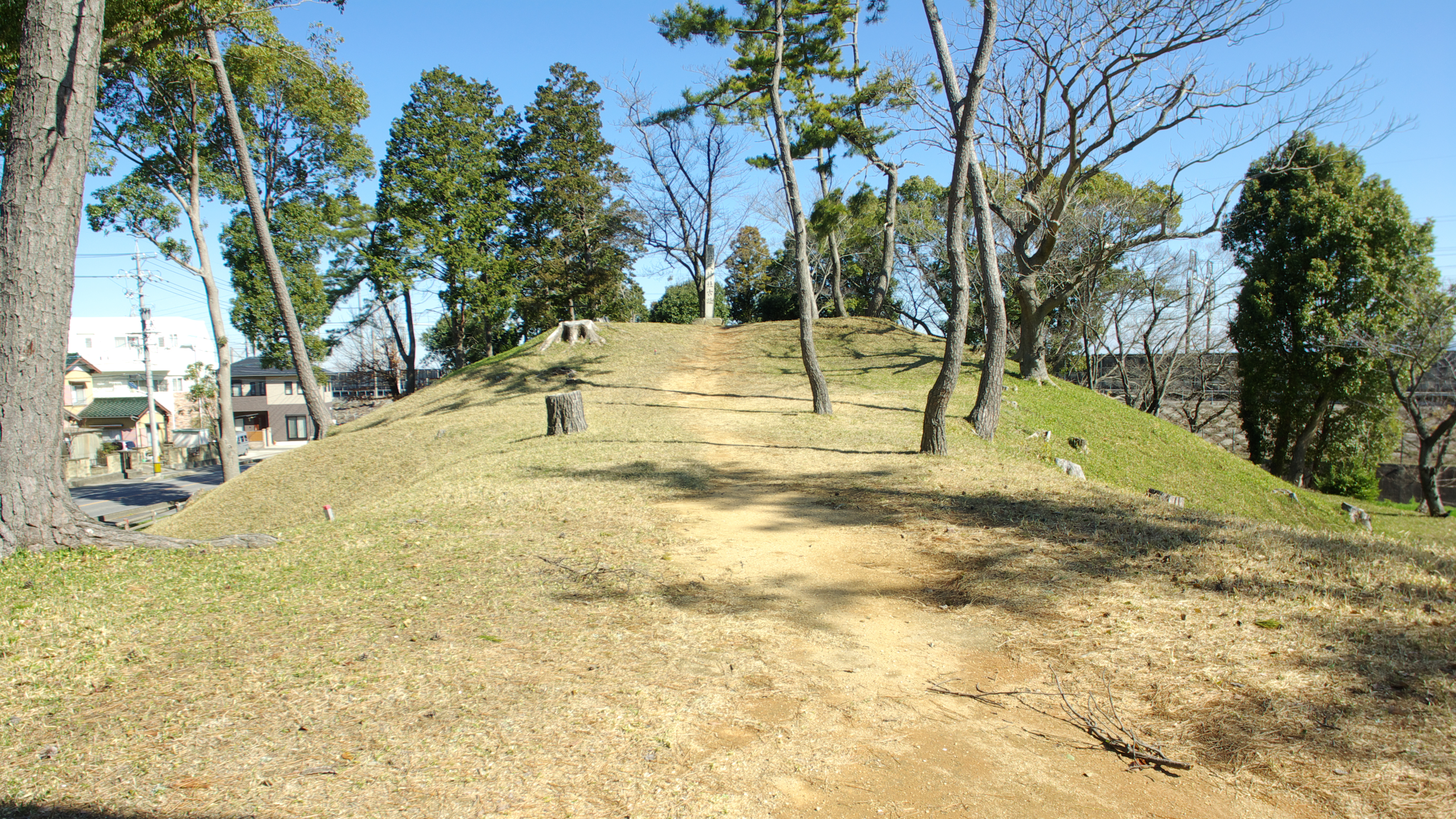
二子古坟前方部看后方部
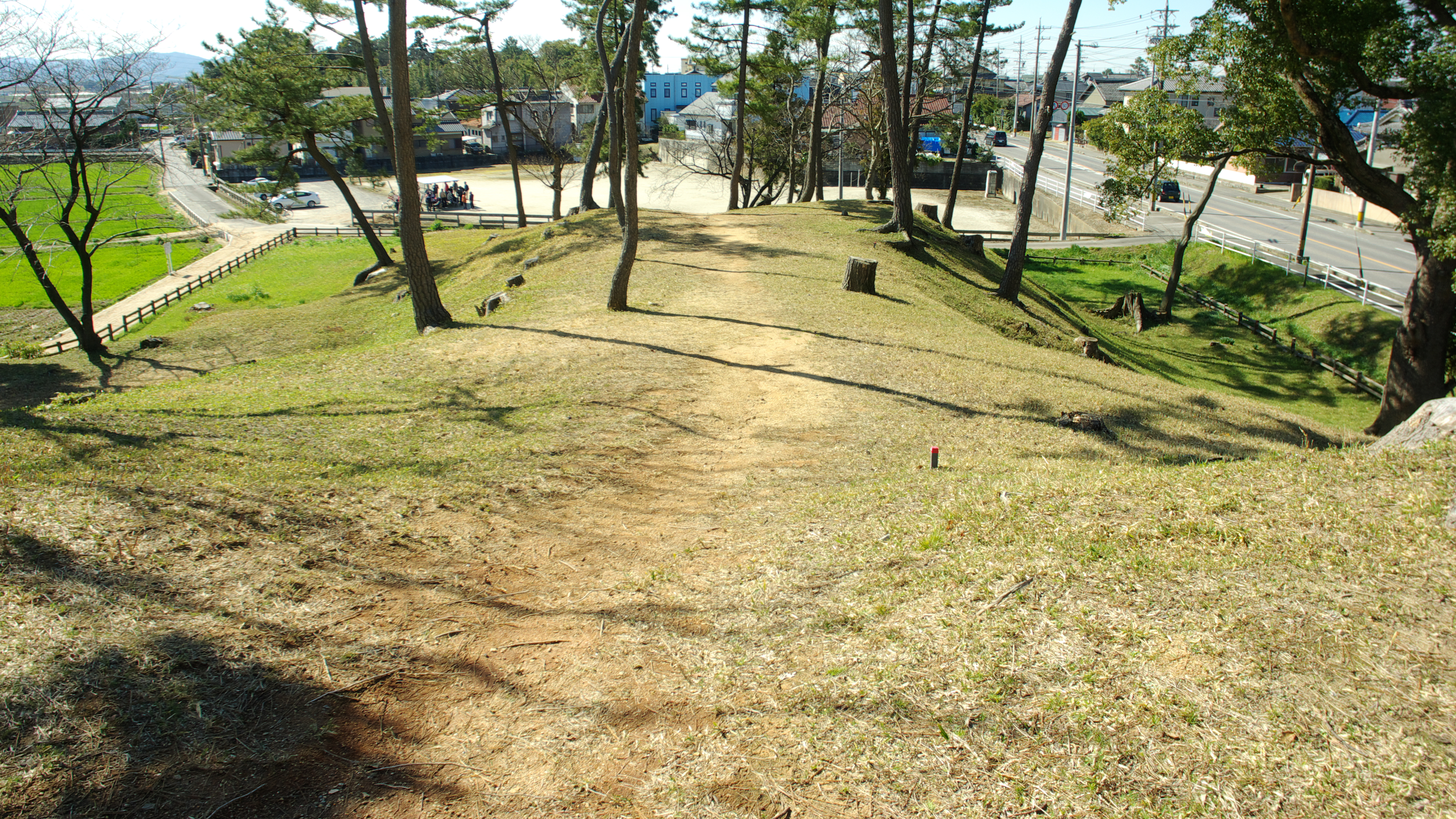
二子古从后方部看前方部
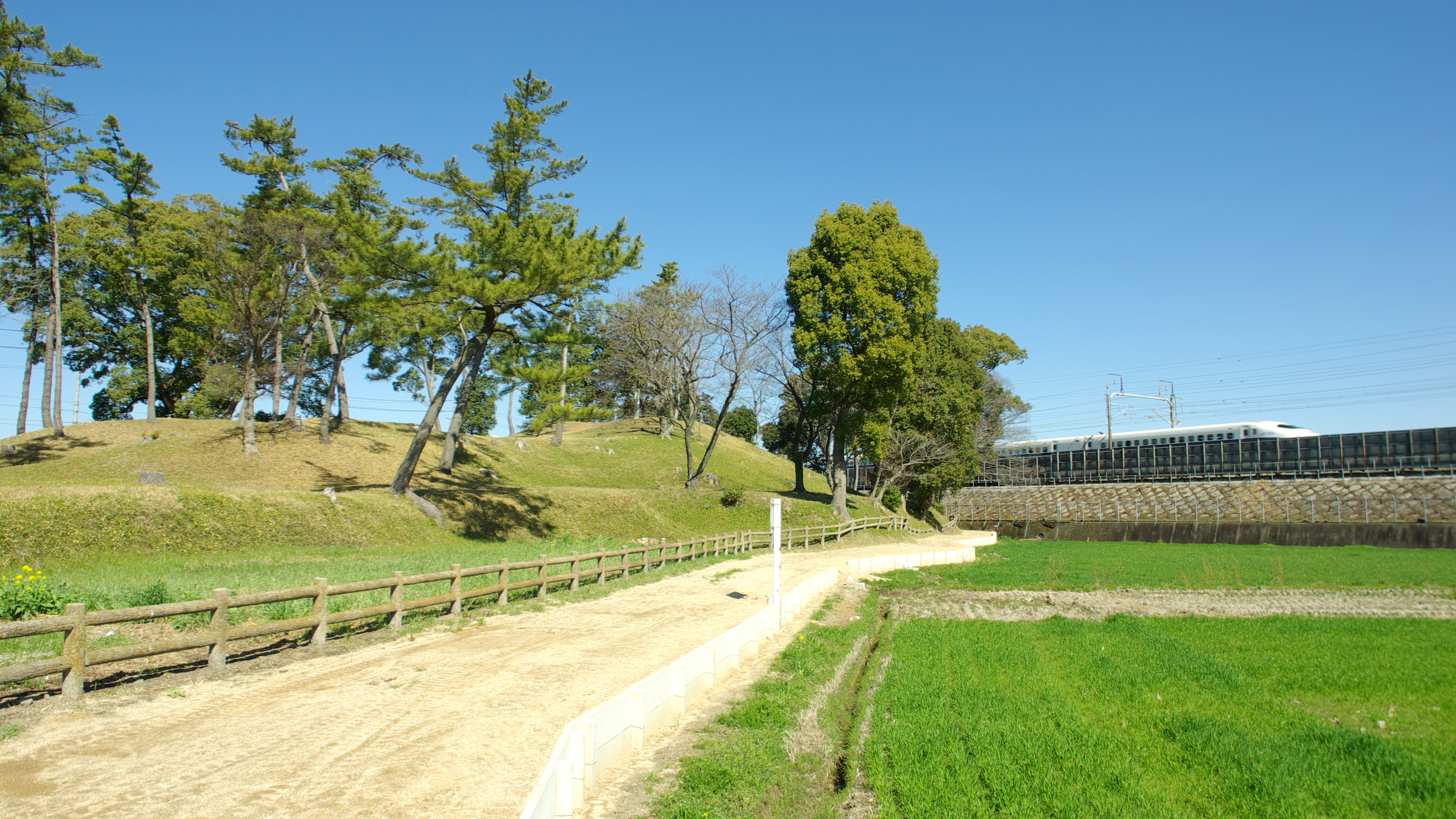
二子古坟与东海道新干线
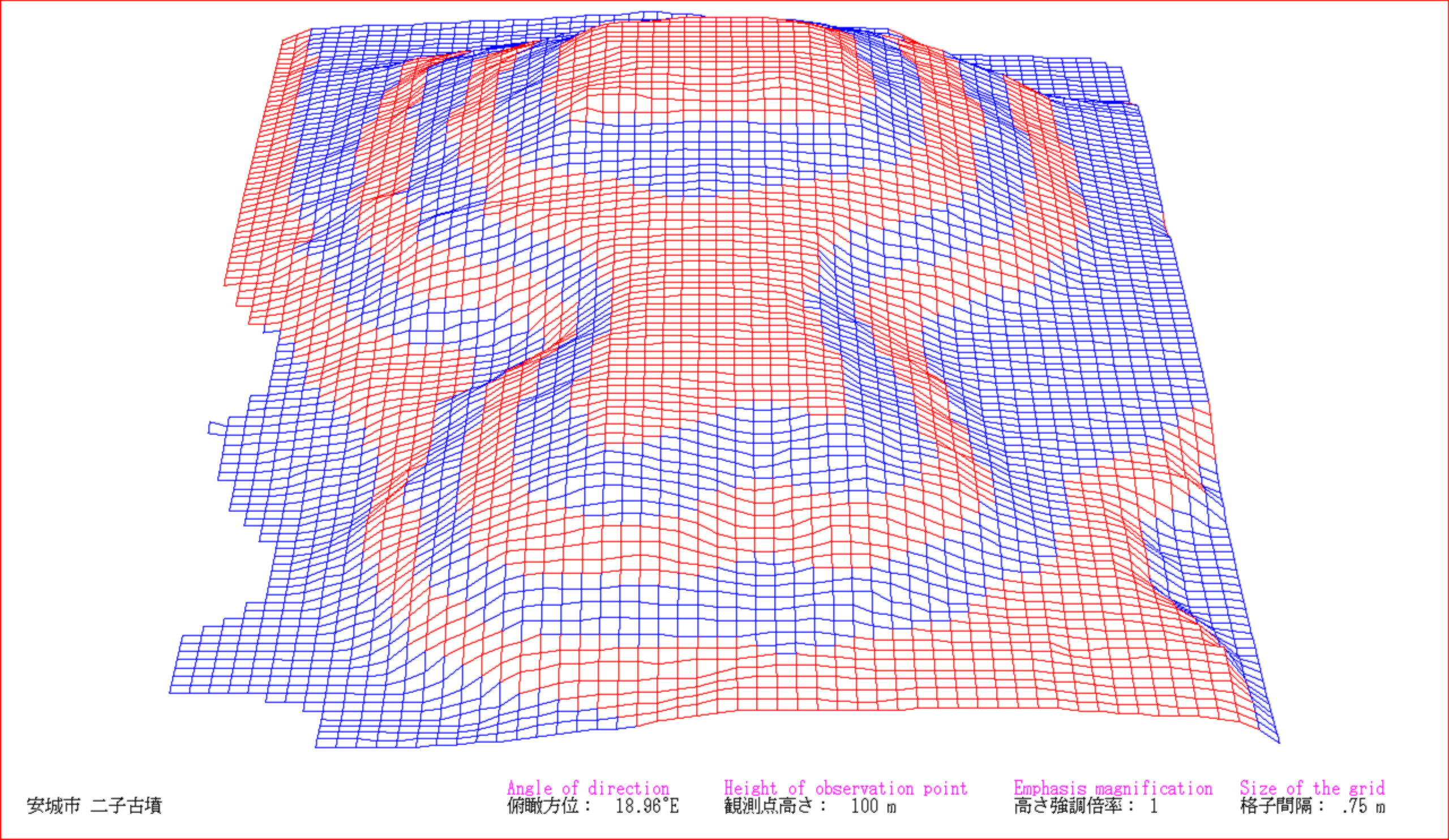
3DCG从前面的正面看
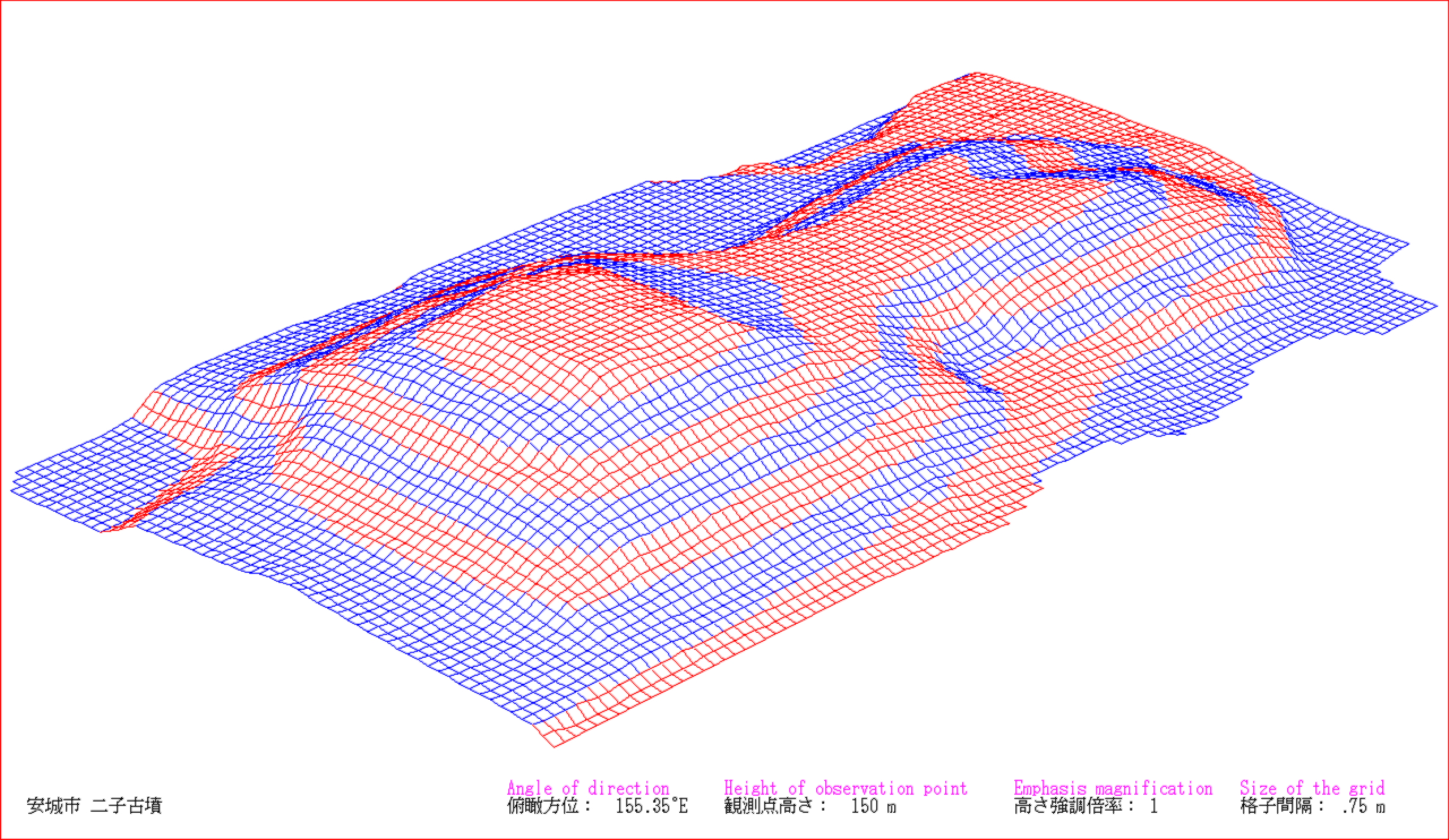
3DCG从后方看
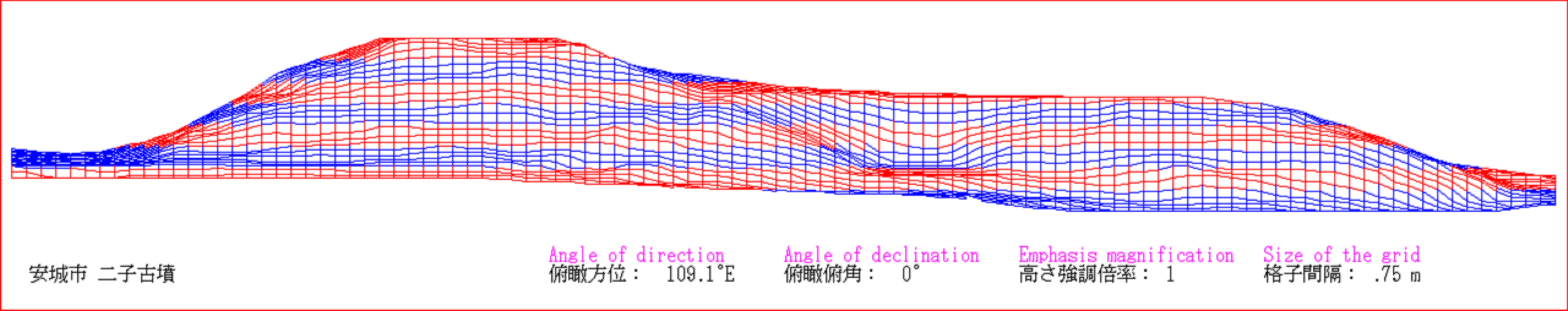
3DCG从旁边看

## 交通路线
所在地:愛知県安城市桜井町二タ子・印内
- 名鉄西尾線 堀内公園駅 徒歩11分

## 脚注
1. ↑  愛知県史編さん委員会編集『愛知県史 資料編3』愛知県（2005年）
2. ↑  「二子古墳」『新編安城市史』10 史料編考古 安城市（2004年）
3. ↑  「付編 安城市内の古墳」『史跡二子古墳』安城市教育委員会（2007年）